# Labyrinth (glazbeni sastav)
Labÿrinth, talijanski power/kršćanski metal sastav.

## Povijest
Osnovan je 1991. godine u Massi, Italija.

## Diskografija
- 1994. - Midnight Resistance, demo EP
- 1995. - Piece of Time, studijski EP
- 1996. - No Limits, studijski album
- 1998. - Return to Heaven Denied, studijski album
- 1999. - Timeless Crime, studijski EP
- 2000. - Sons Of Thunder Demo 2000, EP
- 2000. - Sons of Thunder, studijski album
- 2003. - Labyrinth, studijski album
- 2003. - Sons Of Thunder/Timeless Crime, kompilacijski, slipcase, album, EP
- 2005. - Freeman, studijski album
- 2007. - 6 Days to Nowhere, studijski album (Scarlet Records)
- 2010. - Return to Heaven Denied, Pt. 2. - A Midnight Autumn Dream, studijski album (Scarlet Records)
- 2011. - As Time Goes By..., kompilacijski album (Scarlet Records)
- 2017. - Architecture of a God, studijski album
- 2018. - Return To Live, studijski album
- Timeless Crime / Return To Heaven Denied , kompilacija

## Članovi
Sadašnja postava:
- Roberto Tiranti - vokal
- Andrea Cantarelli - gitara
- Olaf Thorsen - gitara
- Oleg Smirnoff - klavijature
- Nick Mazzuconi - bas-gitara
- John Macaluso - bubnjevi

Članovi su dosad bili:
- Alessandro Bissa
- Andrea Bartoletti
- Andrea Cantarelli (Anders Rain) - gitara
- Andrea De Paoli
- Carlo Andrea Magnani (Olaf Thorsen)
- Cristiano Bertocchi
- Fabio Lione
- Frank Andiver
- John Macaluso
- Ken Taylor
- Luca Contini
- Mark Boals
- Mat Stancioiu
- Morby
- Nik Mazzucconi
- Oleg Smirnoff
- Pier Gonella
- Roberto Tiranti
- Sergio Pagnacco

## Vanjske poveznice
- Discogs
- AllMusic
- MusicBrainz
- Encyclopaedia Metallum